# Plaza de Mount Vernon
La plaza de Mount Vernon es una plaza y un barrio en el cuadrante noroeste de Washington D. C. Se encuentra en la intersección de las siguientes calles: Avenida Massachusetts, Avenida Nueva York, calle K y la calle 8.ª.
La plaza se encuentra rodeada por la calle 7ª al este, por el lado oeste por la calle 9ª, por el norte por Mount Vernon Place, y por el sur tiene 2 manzanas de la calle K que están algo separadas del resto de edificios de la calle K.
Al norte de la plaza se encuentra el Centro de Convenciones de Washington. En la zona sur se encuentra un edificio de Techworld. En el centro de la plaza se encuentra el Museo de la Ciudad de Washington D. C.. El barrio de Chinatown está a dos manzanas al sur. La parada de metro más cercana es la de Mt Vernon Sq/7th St-Convention Center.
La plaza de Mount Vernon también se considera un barrio de Washington y un distrito histórico, cuyo nombre proviene de la plaza homónima, y que se extiende desde la calle 11 en el cuadrante noroeste hacia el oeste, al este de la avenida de Nueva Jersey, al sur de la calle M, y al norte de la calle K, la avenida Massachusetts y la avenida Nueva York.